# Acerbiella
Acerbiella — рід грибів. Назва вперше опублікована 1905 року.

## Класифікація
До роду Acerbiella відносять 5 видів:
- Acerbiella acicularis
- Acerbiella aquilaeformis
- Acerbiella aquiliformis
- Acerbiella macrospora
- Acerbiella violacea